# Llanogrande (Rionegro)
Llanogrande (oficialmente, Corregimiento Sur - Gilberto Echeverri Mejía) es un Corregimiento del municipio colombiano de Rionegro (Antioquia). Se encuentra en la subregión del Oriente antioqueño, al sur de la cabecera municipal de Rionegro.
Limita al oriente con el municipio de Carmen de Viboral, al sur con el municipio de La Ceja, y al occidente con los municipios de El Retiro y Medellín. El corregimiento fue creado en el 2016.

## Toponimia
El nombre del corregimiento se da en honor a Gilberto Echeverri Mejía, nació en Rionegro en 1936, y ocupó cargos de gran importancia en cargos públicos, se destacó por ser un precursor y gestor de la paz hasta el final de sus días.

## División territorial
A pesar de que no cuenta con una centralidad definida, posee dos centros poblados: Cabecera de Llanogrande y Pontezuela.
Además, se encuentra dividido en las veredas: 
Capiro, Chipre, El Rosal, Guayabito, Higueron, Pontezuela, San Antonio, Santa Ana, Santa Teresa, Tres Puertas y Villachuaga.

## Economía
Posee una gran diversidad económica donde predomina el comercio, siendo la mayoría del territorio usado para fincas de recreo, parcelaciones, hotelería y restaurantes. 
En menor medida, parte del territorio se dedica a la agricultura y floricultura. Además, varias de sus veredas que están en los límites con la cabecera municipal están pasando por un proceso de expansión urbana.